# Avenue 5
Avenue 5 es una serie de televisión de comedia de ciencia ficción creada por Armando Iannucci que se estrenó en HBO en los Estados Unidos el 19 de enero de 2020. Está protagonizada por Hugh Laurie y Josh Gad en los papeles principales como el capitán y el propietario de un crucero interplanetario ficticio Avenue 5. HBO produjo la serie en los Estados Unidos y Sky UK en el Reino Unido. En febrero de 2020, solo unos días antes de que la pandemia de COVID-19 provocara cierres en todo el mundo, la serie se renovó para una segunda temporada; la filmación avanzó a fines de 2021, con una fecha de lanzamiento del 10 de octubre de 2022.  En febrero de 2023, la serie fue cancelada después de dos temporadas.

## Premisa
Avenue 5 ha sido descrita como «ambientada en el futuro, principalmente en el espacio». A bordo del crucero interplanetario Avenue 5, una pérdida momentánea de gravedad artificial y la muerte accidental de su ingeniero jefe hace que la nave se desvíe 0.21 grados de su rumbo. Se calcula que la nave tardará tres años en volver a la Tierra, y con sólo los suministros suficientes para mantener a sus numerosos pasajeros durante las ocho semanas de crucero previstas, la tripulación del Avenue 5 debe luchar por mantener el orden y devolver la nave sana y salva.

## Reparto y personajes

### Principal
- Hugh Laurie como Ryan Clark, el capitán de la nave Avenue 5.[7][8]
- Josh Gad como Herman Judd, un multimillonario propietario de Avenue 5.
- Zach Woods como Matt Spencer, Jefe de Relaciones con los Clientes de Avenue 5.
- Rebecca Front como Karen Kelly, un pasajero a bordo de Avenue 5.
- Suzy Nakamura como Iris Kimura, propietario asociado de Avenue 5.[8]
- Lenora Crichlow como Billie McEvoy, segundo ingeniero en Avenue 5.
- Nikki Amuka-Bird como Rav Mulcair, jefe de control de misión del Avenue 5 en la Tierra.
- Ethan Phillips como Spike Martin, un antiguo astronauta y quinto canadiense en Marte, que ahora es un alcohólico mujeriego en Avenue 5.

### Recurrente
- Himesh Patel como Jordan Hatwal, un cómico que acepta una residencia de ocho semanas en Avenue 5 (temporada 1).
- Jessica St. Clair como Mia, una pasajera y esposa de Doug.
- Kyle Bornheimer como Doug, un pasajero y marido de Mia.
- Andy Buckley como Frank, un pasajero y marido de Karen.
- Matthew Beard como Alan Lewis, el ayudante de Rav en la Tierra.
- Daisy May Cooper como Sarah (temporada 1), tripulación del puente; Zarah (temporada 2), hermana gemela de Sarah y actriz en la Tierra.
- Adam Pålsson como Mads, tripulación del puente.
- Julie Dray como Nadia, tripulación del puente.
- Neil Casey como Cyrus, un ingeniero (temporada 1).
- Paterson Joseph como Harrison Ames, un rival de Judd (temporada 1).
- Justin Edwards como Nathan Basic, el caníbal (temporada 2).
- Lucy Punch como Dawn Djopi, presentadora de un programa de entrevistas (temporada 2).
- Arsher Ali como Lucas Sato, representante de la Oficina del Otro Presidente (temporada 2).
- Leila Farzad como Elena, la novia de Clark y esposa separada de Charles (temporada 2).
- Jonathan Aris como Charles, el marido separado de Elena (temporada 2).